# Stazione di Treviglio Ovest
La stazione di Treviglio Ovest è la fermata ferroviaria del comune di Treviglio situata lungo la linea Milano-Bergamo, e origine della linea per Cremona.
Treviglio Ovest è collegata alla ferrovia Milano-Venezia in direzione sud-ovest, tramite una diramazione della linea verso la località di servizio denominata Bivio Adda, permettendo un efficiente instradamento dei treni lungo la direttrice Milano-Treviglio-Bergamo. Quest'ultimo itinerario è indicato sui tabelloni degli orari ferroviari con la dicitura via Treviglio Ovest, per distinguerlo dall'altro itinerario, via Carnate, che prevede l'instradamento dei convogli sulla Seregno-Bergamo e sulla Milano-Carnate-Lecco. Questo secondo tragitto è chilometricamente vantaggioso.

## Storia
La stazione di Treviglio Ovest fu aperta il 3 novembre 1908 assieme al breve tronco ferroviario che la raccorda con il Bivio Bergamo, denominazione indicante la località ferroviaria dove si separano le linee ferrovia Milano-Venezia e la Milano-Bergamo.
La stazione sostituì il dismesso impianto della seconda stazione di Treviglio, il cui fabbricato viaggiatori sorge nei pressi, utilizzato come abitazione per i ferrovieri.
A seguito del processo di raddoppio della linea Bergamo-Treviglio, completato nel 2007, nel corso del 2009 si procedette al rinnovo del nodo di Treviglio. Il 21 giugno chiuse il Bivio Bergamo che fu sostituito nelle sue funzioni dal Bivio Adda. Il 1º agosto fu introdotto l'Apparato Centrale Computerizzato (ACC) presso la stazione di Treviglio: l'impianto di Treviglio Ovest fu inserito nella giurisdizione di quest'ultima e fu convertito in fermata impresenziata.

## Caratteristiche
L'impianto è dotato di un fabbricato viaggiatori composto da tre corpi a due livelli. L'edificio è collegato ai binari tramite un sottopasso, che funge anche da collegamento pedonale e ciclabile fra il centro storico di Treviglio e i quartieri occidentali della città.
Il piazzale è composto dai due binari di corsa della linea proveniente da Bivio Adda che proseguono, senza soluzione di continuità, in direzione della stazione di Bergamo. Dal lato sudest, si dirama un binario in direzione della vicina stazione di Treviglio.
L'interconnessione fra la Bivio Adda-Treviglio Ovest e la Milano-Venezia avviene tramite un'intersezione a raso.

## Movimento
La fermata è servita dai treni RegioExpress Bergamo-Pioltello-Milano solo nelle ore di punta del mattino e del tardo pomeriggio feriali, con le corse aventi quasi tutte come capolinea Milano Porta Garibaldi; i RegioExpress con destinazione o origine Milano Centrale normalmente non effettuano questa fermata, a parte il primo e l'ultimo del giorno, rispettivamente per e da Milano.
È anche servita da tutti i regionali Treviglio-Bergamo a frequenza oraria, ma rinforzata negli orari di punta con corse ogni trenta minuti; tale rinforzo è perlopiù sospeso dall'inizio dei lavori infrastrutturali alla stazione di Bergamo nel febbraio 2024, con treni che viaggiano quindi a frequenza oraria per tutta la durata dei lavori .

## Servizi
L'impianto è posto all'interno della giurisdizione della stazione di Treviglio, per cui la circolazione è regolata dall'apparato centrale computerizzato e dalla dirigenza locale di quest'ultimo impianto.
La stazione dispone di:
- Bar
- Negozi
- Parcheggi
- Servizi igienici
- Sottopassaggio